# Short N.2B
El Short N.2B fue un prototipo de hidroavión de patrulla británico de la época de la Primera Guerra Mundial, diseñado y construido por Short Brothers. Biplano monomotor destinado a reemplazar el exitoso Type 184 de Short, sólo se construyeron dos ejemplares, siendo preferido el Fairey III.

## Diseño y desarrollo
En 1917, el Almirantazgo británico publicó la Especificación N.2B para un hidroavión de patrulla de largo alcance para reemplazar al Short Admiralty Type 184 en el servicio del Real Servicio Aéreo Naval (RNAS). La respuesta de Short Brothers a esta especificación, denominada Short N.2B, fue un biplano monomotor de envergaduras desiguales con alas plegables de dos vanos. Si bien Short quería instalar un motor Rolls-Royce Eagle, el Almirantazgo lo rechazó debido a una esperada escasez de estos motores, y se sustituyó por el Sunbeam Maori.
Se encargaron ocho prototipos del Short N.2B junto con aviones competidores de Fairey (el Fairey III). El primer prototipo voló en diciembre de 1917. Cuando se probó en el Marine Experimental Aircraft Depot en Isle of Grain en febrero de 1918, no mostró un rendimiento mejor que el Short 184 con el mismo motor. Si bien la modificación con una hélice diferente y los intentos de reducir la resistencia mejoraron el rendimiento, se prefirió el Fairey III, se encargó su producción en versiones propulsadas por motores Eagle y Maori, y sólo se construyeron los dos primeros prototipos del avión Short.
En mayo de 1919, Shorts modificó el segundo prototipo con un motor Eagle, rescatado del Short N.1B Shirl "Shamrock" modificado, que se había estrellado durante un intento de cruzar el Atlántico; el avión revisado mostró un régimen de ascenso muy mejorado, pero con una velocidad sólo aumentada en 13 km/h. El Maori fue reinstalado y el segundo prototipo fue entregado a la Real Fuerza Aérea en enero de 1920.

## Especificaciones (motor Maori)
Referencia datos: British Aeroplanes 1914-18 

### Características generales
- Tripulación: Dos
- Longitud: 12,2 m (40,2 ft)
- Envergadura: 16,8 m (55,2 ft)
- Altura: 4,2 m (13,7 ft)
- Superficie alar: 63 m² (678,1 ft²)
- Peso vacío: 1488 kg (3279,6 lb)
- Peso cargado: 2228 kg (4910,5 lb)
- Planta motriz: 1× motor lineal V12 refrigerado por agua Sunbeam Maori.
  - Potencia: 205 kW (283 HP; 279 CV)
- Hélices: Bipala de paso fijo
- Capacidad de combustible: 320 L

### Rendimiento
- Velocidad máxima operativa (Vno): 148 km/h (92 MPH; 80 kt) a nivel del mar
- Alcance: 4,5 h
- Techo de vuelo: 3200 m (10 499 ft)
- Tiempo a altitud:

  - 4 min 50 s para 610 m (2000 pies)
  - 40 min 35 s para 3050 m (10 000 pies)

### Armamento
- Ametralladoras: 

  - 1x Lewis de 7,7 mm en un anillo Scarff en la cabina trasera
- Bombas: 105 kg bajo el fuselaje

## Aeronaves relacionadas

### Aeronaves similares
- Fairey III

### Secuencias de designación
- Secuencia N.__ (interna de Short, anterior a 1921): N.1B - N.2A - N.2B - N.3